# Monoloxis
Monoloxis is een geslacht van vlinders in de familie van de snuitmotten (Pyralidae). De wetenschappelijke naam van het geslacht werd voor het eerst geldig gepubliceerd in 1897 door George Francis Hampson.

## Soorten
- Monoloxis cinerascens (Warren, 1891)

= Nachaba cinerascens Warren, 1891
- Monoloxis flavicinctalis (Sepp, 1852)

= Phalaena (Pyralis) flavicinctalis Sepp, 1852
= Abaera metallica Hampson, 1897
= Amblyura flaviscida C. Felder, R. Felder & Rogenhofer, 1875
- Monoloxis graphitalis (C. Felder, R. Felder & Rogenhofer, 1875)

= Amblyura graphitalis C. Felder, R. Felder & Rogenhofer, 1875